# 短尖棒尾凤仙花
短尖棒尾凤仙花（学名：Impatiens clavicuspis var. brevicuspis）为凤仙花科凤仙花属下的一个变种。

## 扩展阅读
- 維基物種上的相關：短尖棒尾凤仙花